# Bač pri Materiji
Bač pri Materiji – wieś w Słowenii, w gminie Hrpelje-Kozina. 1 stycznia 2017 miejscowość liczyła 111 mieszkańców.